# István Salusinszky
István Salusinszky (Budapest, 27 febbraio 1918 – Budapest, 14 ottobre 1984) è stato un funzionario, manager e diplomatico ungherese.

## Biografia
Figlio di una agiata famiglia borghese ebraica Suo padre, Gyula Salusinszky fu avvocato, uno dei suoi zii Imre Salusinszky fu una personalità rilevante nell’impero editoriale di Andor Miklós, caporedattore della testata giornalistica Est-lapok negli anni ’30.
Dopo aver conseguito il diploma di maturità Salusinszky nel 1939 si laureò in giurisprudenza presso l'Università Loránd Eötvös, frequentando contemporaneamente anche la École Libre des Sciences Politiques di Parigi. Durante la guerra “si occupava di procacciamento di affari” come comproprietario di un’officina di lavaggio di stracci. 
Nel 1944 visse in clandestinità con documenti falsi e come membro del movimento ebreo illegale prese parte al salvataggio degli ebrei in qualità di segretario del diplomatico svedese Raoul Wallenberg.
Nel 1945 si iscrisse al partito comunista, iniziando a lavorare come traduttore dal russo, dopodiché diventò un funzionario della Banca Nazionale Ungherese. Dal 1947 al 1950 fu consigliere dell'ufficio di rappresentanza commerciale dell’Ungheria a Mosca; successivamente venne promosso come direttore e si occupò del commercio con la Cina; in seguito divenne un alto funzionario del Ministero ungherese del Commercio Estero. Dal 1958 al 1963 divenne il capo della rappresentanza commerciale dell'Ungheria a Roma.
Dal 1964 al 1980 (anno in cui andò in pensione) fu direttore generale della Banca Ungherese del Commercio Estero. Fu questo un periodo di splendore e rappresentò l’inizio dell’autonomia dell’istituto. Come affermano unanimemente i suoi dipendenti, amici ed interlocutori nelle discussioni questa fu considerata l'"epoca di Salusinszky". Durante la sua direzione l’attività della banca venne ben presto estesa anche all'attività di organizzazione, direzione, finanziamento e gestione di complicate iniziative nel campo del commercio estero. Con la sua direzione la Banca Ungherese del Commercio Estero divenne la promotrice dei crediti esteri volti ai grandi finanziamenti in Ungheria (tra cui, ad esempio l’Inter-Continental - l'odierno albergo Marriott - aperto nel 1969). Al suo nome è legata l’introduzione in Ungheria di marchi come Pepsi Cola, Coca Cola e Levi Strauss.

### Vita privata
Parlava perfettamente in inglese, francese, tedesco, italiano e russo.
István Salusinszky ebbe tre figli (Gyula Salusinszky, esperto di commercio estero e di spedizione nonché fotografo, Gábor Salusinszky, insegnante di lingua, e Miklós Salusinszky produttore cinematografico) e una figlia, Zsuzsa Salusinszky, professionista del turismo. Uno dei suoi nipoti András Salusinszky è esperto di educazione linguistica.